# Busycon
Genre
Busycon est un genre de mollusques gastéropodes de la famille des Buccinidae.

## Liste des espèces
Selon World Register of Marine Species (11 février 2018) :
- Busycon carica (Gmelin, 1791)
- Busycon contrarium (Conrad, 1840) †

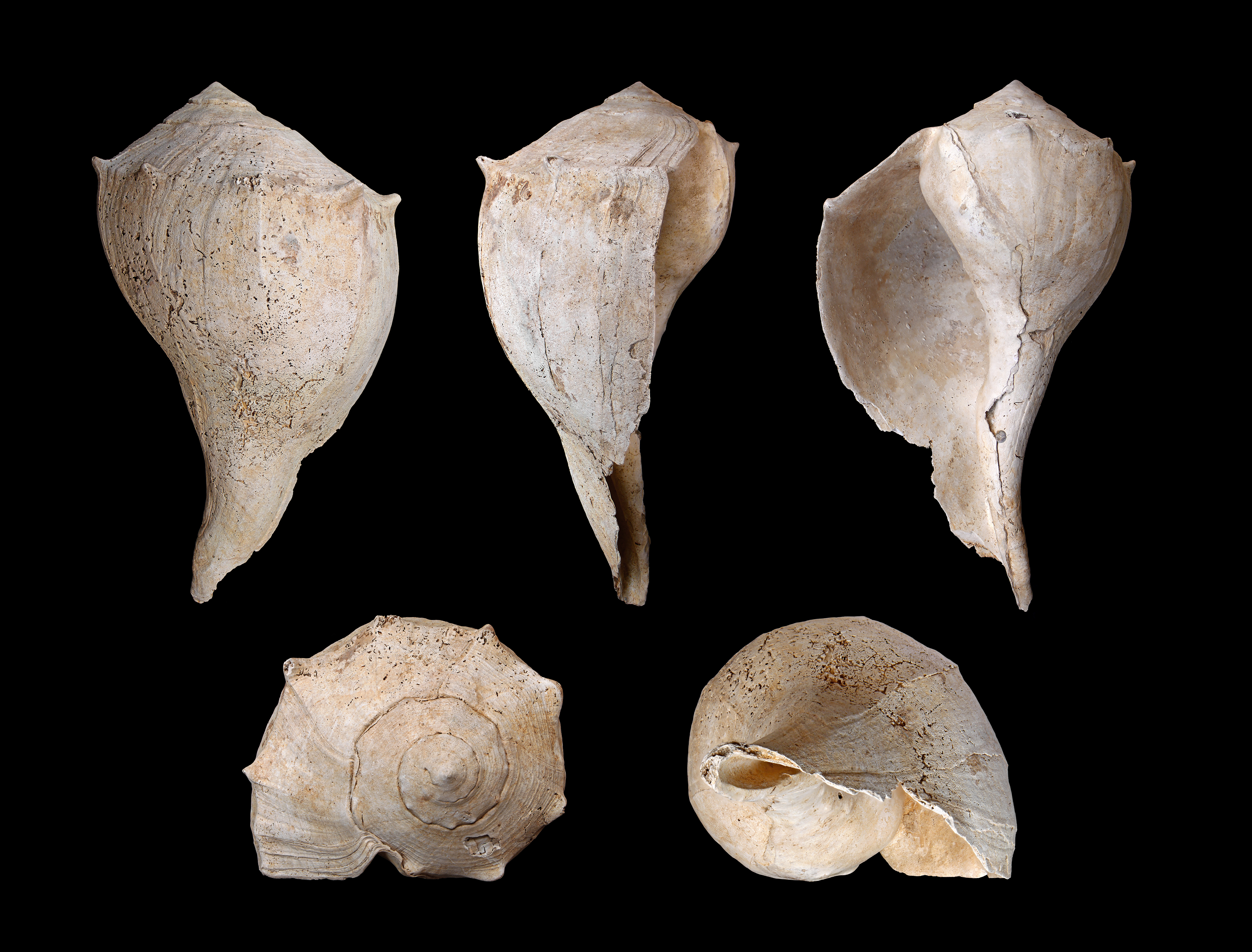
Busycon contrarium
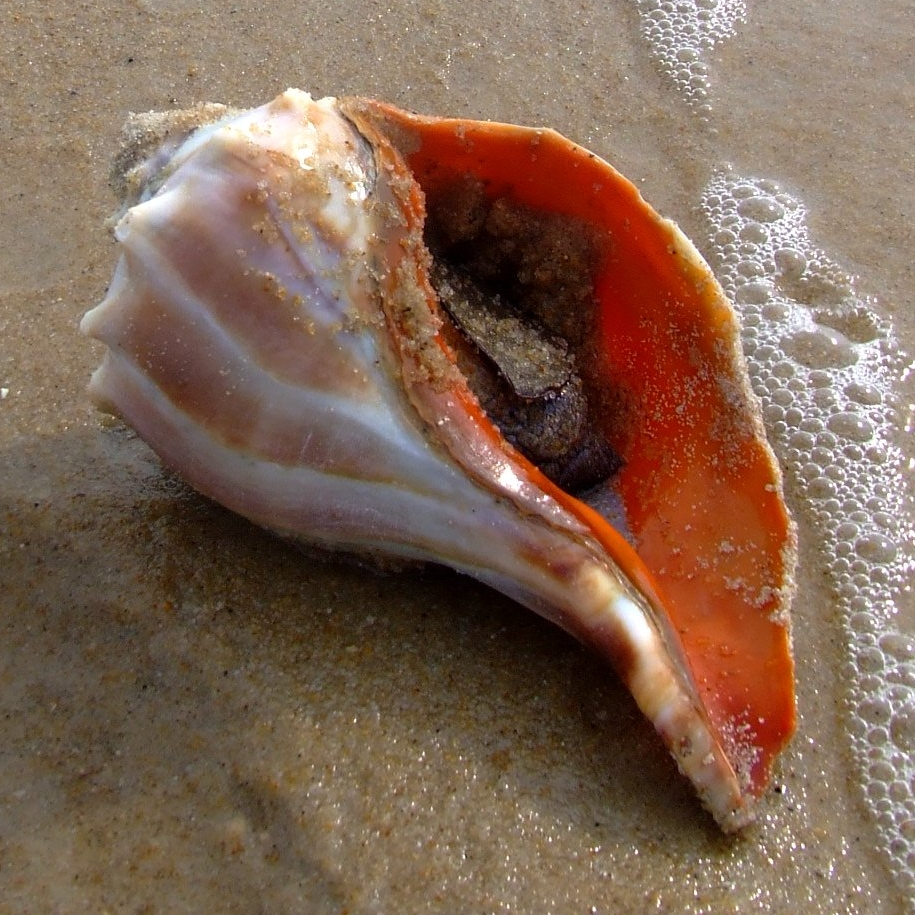
Busycon carica